# چی یوهونگ
چی یوهونگ (چینی: 齐玉红; پین‌یین: Qí Yùhóng؛ زادهٔ ۲۵ اوت ۱۹۸۹) کماندار زن اهل چین است. وی در بازی‌های المپیک تابستانی ۲۰۱۶ شرکت کرده‌است.